# Dil Chahta Hai
Dil Chahta Hai (auch: Dil Chahta Hai – Freunde wie wir, Hindi, दिल चाहता है, Dil Cāhtā hai, „Das Herz sehnt sich“) ist ein Bollywood-Film aus dem Jahr 2001.

## Handlung
Akash, Sameer und Sid sind die allerbesten Freunde. Sie verbringen beinahe ihre gesamte Freizeit zusammen, und selbst ihre unterschiedlichen Charaktere können diese Freundschaft nicht ändern: Akash, der Spaßvogel und vorlaute Anführer, der nur zweiwöchige Beziehungen mag, weil er nicht an die Liebe glaubt. Sameer, der von einer Verliebtheit in die nächste fällt. Sid, der verschlossene Künstler, der Zuflucht zu sich selbst sucht. Alles ändert sich, als sich Sid in die um Jahre ältere Tara verliebt, eine geschiedene Alkoholikerin. Diese Liebe, die tiefer geht als Sehnsucht nach Nähe, führt dazu, dass Akash und Sid sich überwerfen. Wenige Tage später reist Akash nach Sydney ab, um dort die Firma des Vaters zu leiten. In dieser Zeit der getrennten Freundschaft verliebt sich Sameer erneut, aber tiefer als sonst. Und sogar Akash findet in Shalini seinen Gegenpart. Nur Sids Liebe muss gegen die Widerstände von außen und innen kämpfen, denn weder seine Mutter noch seine Angebetete sind seiner Liebe gewachsen.
Schließlich wird Tara wegen einer Leberzirrhose im Krankenhaus eingeliefert und stirbt mit Sid an ihrer Seite. Akash und Sid versöhnen sich.

## Hintergrund
Ursprünglich sollte Akshaye Khanna die Rolle des Akash spielen, doch als der als Sid eingeplante Hrithik Roshan absprang und selbst der Ersatz Abhishek Bachchan absagte, musste Farhan Akhtar schnell Ersatz suchen und fand diesen in Aamir Khan. Jedoch wollte der Lagaan-Star Akash spielen, so erklärte sich Khanna bereit, die Rolle des Sid zu übernehmen. Letztlich erwies sich diese Änderung als großer Glücksfall für den Film, der von den Hauptdarstellern Khan und Khanna lebt.